# SN 2001A
SN 2001A – supernowa typu Ia odkryta 1 stycznia 2001 roku w galaktyce NGC 4261. W momencie odkrycia miała maksymalną jasność 18,90m.